# Riom-ès-Montagnes
Riom-ès-Montagnes è un comune francese di 2 791 abitanti situato nel dipartimento del Cantal nella regione dell'Alvernia-Rodano-Alpi.

## Società

### Evoluzione demografica
Abitanti censiti